# Molophilus (Molophilus) niveicinctus
Molophilus (Molophilus) niveicinctus is een tweevleugelige uit de familie steltmuggen (Limoniidae). De soort komt voor in het Australaziatisch gebied.